# Cycloramphus faustoi
Cycloramphus faustoi es una especie de anfibio anuro de la familia Cycloramphidae.

## Distribución geográfica
Esta especie es endémica del sureste de Brasil. Se encuentra entre los 20 y 100 m sobre el nivel del mar en la Isla de Alcatraces en el municipio de São Sebastião en el estado de São Paulo.

## Descripción
Los machos miden de 31 a 38 mm y las hembras miden de 41 a 44 mm.

## Etimología
Esta especie lleva el nombre en honor a Fausto Pires de Campos.

## Publicación original
- Brasileiro, Haddad, Sawaya & Sazima, 2007: A new and threatened island-dwelling species of Cycloramphus (Anura: Cycloramphidae) from southeastern Brazil. Herpetologica, vol. 63, n.º 4, p. 501-510[6]